# Uchtomscy
Uchtomscy – książęcy ród, będący odnogą ruskiej dynastii Rurykowiczów. Książę Wsiewołod Wielkie Gniazdo w 1216 r. uczynił swojego najstarszego syna Konstantyna księciem Rostowa. Od niego pochodzą udzielni książęta Rostowscy. W 1238 r. następuje podział księstwa rostowskiego na dwie części pomiędzy wnuków Konstantyna. Starszy Borys obejmuje księstwo rostowsko-borysoglebskie (jego potomkami są rody : Golenin, Kasatkin, Łobanow, Szepin, Primakow i Usretin). A młodszy Gleb (zm. 1278) otrzymuje we władanie Biełooziero. Od Gleba idą kniaziowskie rody : Andogscy, Wadbolscy, Szeleszpańscy, Kemscy, Diabrinscy, Sugorscy i Kargołomscy. U prawnuka Glebowego - biełoozierskiego kniazia Wasyla Romanowicza (zginął w 1380 r. w czasie bitwy nad Donem na Kulikowym Polu) był wnuk Iwan, który miał posiadłości na brzegach rzeki Uchtomy (płn.-wsch. od Moskwy). Od niego idą książęta Uchtomscy, którzy w wielkim księstwie moskiewskim często pełnili funkcje dowódców wojskowych i wojewodów. Za czasów Iwana III Srogiego wsławił się kniaź Wasyl Uchtomski zwycięską bitwą z Tatarami o Kazań (w 1471). Książę Michał Uchtomski bronił Wiatki przed wrogami zewnętrznymi i rozbójnikami w czasie Wielkiej Smuty. Sergiusz Uchtomski był sławnym architektem rosyjskim w połowie XVIII wieku. Jego brat Dymitr Uchtomski brał udział w upiększaniu Kremla za czasów carycy Elżbiety Piotrowny. Odnowił Krasne Wrota po ich pożarze w 1748 r. Zostawił po sobie liczne pokolenie architektów przydzielonych mu w 1752 r. na nauki. Wykonał również istniejącą do dzisiaj dzwonnicę w Ławrze Troickiej.